# حارس القبر
حارس القبر (بالألمانية: Der Gruftwächter) مسرحية تعبيرية من تأليف الكاتب التشيكي فرانز كافكا، كتبها بالألمانية في شتاء 1916 - 1917، ونشرت للمرة الأولى في عام 1936 في «وصف معركة».

## الشخصيات
شخصيات متكلمة: الأمير ليو، الحاجب، الخادم، القهرمان، الأميرة.
شخصيات غير متكلمة: الدوق فريدريش، الكونتيسة إيسابيلا، الحفيدة.

## القصة
القصة تتحدث عن الأمير ليو الذي يحاور الحاجب بشأن وضع حارس في مقبرة أسلافه، ويستمر الحاجب في رفض طلبه، وأثناء ذلك يتم جلب الحارس العجوز الذي يتحدث بتردد أمام الحاجب، بعد ذلك يغادر الحاجب ومن ثم يتحدث الحارس إلى الأمير عن طبيعة عمله وعن العداء بينه وبين الدوق فريدريش، وكذلك يتحدث عن الكونتيسة إيسابيلا الذي يتوق إلى الخروج من الحديقة ليقدم له يدها. وعندما يفكر الأمير بذلك يدخل الخادم مخبراً إياه أن الأميرة تتنظره.
عندما يخرج الأمير يدخل الغرفة الحاجب ومعه القهرمان، ويجريا حديثاً يحاول فيه القهرمان إقناع الحاجب بعدم اتباع قرارات الأمير.